# Epipsilia obscurata
Epipsilia obscurata är en fjärilsart som beskrevs av Feichtenberger 1962. Epipsilia obscurata ingår i släktet Epipsilia och familjen nattflyn. Inga underarter finns listade i Catalogue of Life.